# Dionigio Canestrari

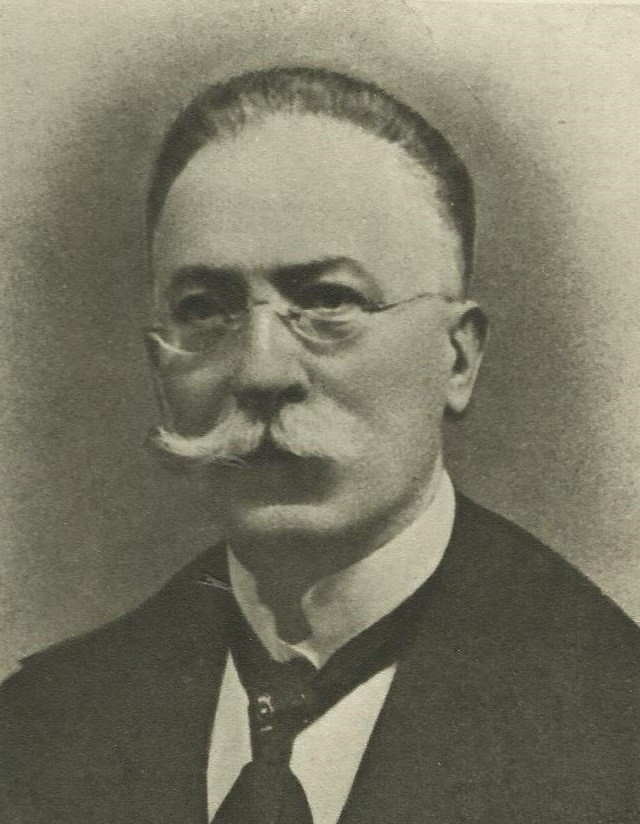
Dionigio Canestrari

Dionigio Canestrari (geboren am 13. April 1865 in San Martino Buon Albergo (Verona); verstorben am 17. April 1933 in Verona) war ein italienischer Organist und Komponist. Er schuf Orgel- und Harmoniumstücke und zahlreiche festliche Messen.

## Leben
Dionigio Canestrari wurde als Sohn von Alessandro Canestrari und Maddalena Nicolis geboren.
Schon als Kind zeigte er großes Interesse für Musik, studierte Klavier und Orgel, zunächst bei Maestro Capitanio, einem Organisten aus Seriate (Bergamo) und dann bei  Achille Saglia aus Verona. Im Juli 1897 erwarb er das Klavierdiplom am königlichen Musikgymnasium (heute Musikgymnasium „Rossini“) in Pesaro, Präsident der Prüfungskommission war Pietro Mascagni. Mit seinem Lehrer Mascagni blieb Canestrari lebenslang im Kontakt. Ihm widmete er z. B. seine Kompositionen „Intermezzo 1 und Intermezzo 2“. 1898 bekam Canestrari das Magisterdiplom.
Danach widmete er sich der Klavier-, Orgel- und Kompositionslehre. Für seine Schüler schrieb er das „Traktat der Harmonie“ (Trattato d’armonia) mit vielen praktischen Beispielen. Dionigio Canestrari spielte in verschiedenen Kirchen der Stadt Verona und der Diözese, oft in Soave. Er war dort Cheforganist an der neuartigen Trice-Orgel. Die Orgel ist nach ihrem englischen Erfinder William George Trice benannt und hat einen anderen musikalischen Ansatz als die klassischen italienischen Orgeln. Wegen dieser Orgel kamen im Jahre 1890 die bekanntesten italienischen Musiker und Komponisten zusammen, um über die Regeln der Kirchenmusik und ihrer Erneuerung zu diskutieren. Maestro Canestrari spielte auch auf den Trice-Orgeln in Castelnuovo del Garda und in der Kirche San Giorgio in Verona. Wegen seiner Kompositionen galt er damals als einer der besten europäischen Orgelkomponisten. Er bekam nationale und internationale Preise. Er korrespondierte mit bedeutenden internationalen Komponisten, wie mit dem Alexandre Guilmant, der den Orgellehrstuhl am Konservatorium in Paris innehatte. Seine Messen werden heutzutage noch viel gesungen und gespielt. Er starb am 17. April 1933 in Verona und wurde auf dem Cimitero Monumentale bestattet.

## Preise
- 1922 gewann er in Paris den ersten Preis in einem Wettbewerb der Monatszeitschrift Sainte Cécile, spezialisiert auf kirchliche und liturgische Musik.[1] Er war der beste von 1202 Musikern aus der ganzen Welt. Präsident der Jury war der Organist Théodore Dubois, der jahrelang Direktor des Pariser Konservatoriums war.
- Erster Preis für eine Messe mit drei Stimmen in Nantes
- Erster Preis für eine Messe für zwei Chöre in Bergamo
- Bronzemedaille in Palermo für eine Klavierkomposition
- Erster Preis in einem von der Revue des Maitrises organisierten Wettbewerb in Paris

## Werke
Canestraris Vorliebe galt der Kirchenmusik, er komponierte aber auch Walzer, Mazurkas, Polkas, Serenaden und Romanzen. Vielseitig waren die von ihm behandelten Themen wie Heimat, Familie, Natur, wie z. B. in L’Italiana, Tenerezze materne, l‘Orfanella, Inno al Lago di Garda, Inno a Castelnuovo.
- 15 Tantum ergo, editiert von Capra in Turin
- 12 festliche Stücke und 12 kleine Sonaten, editiert von dem Verlag Carrara in Bergamo[1]
- Miserere, 1921, in der Heiligen Woche 1922 im Dom von Verona gespielt.
- Teile der „Divina Commedia“ von Dante Alighieri.[4]
- Hymne, Vergil gewidmet